# شوهی آکاساکی
شوهی آکاساکی (انگلیسی: Shuhei Akasaki؛ زادهٔ ۱ سپتامبر ۱۹۹۱) بازیکن فوتبال اهل ژاپن است.
از باشگاه‌هایی که در آن بازی کرده‌است می‌توان به کاشیما آنتلرز اشاره کرد.